# Caeso Gramm
Caeso Gramm (* 20. Juli 1640 in Tönning; † 21. September 1673 in Kiel) war Professor für Naturkunde und Griechisch an der Christian-Albrechts-Universität zu Kiel.

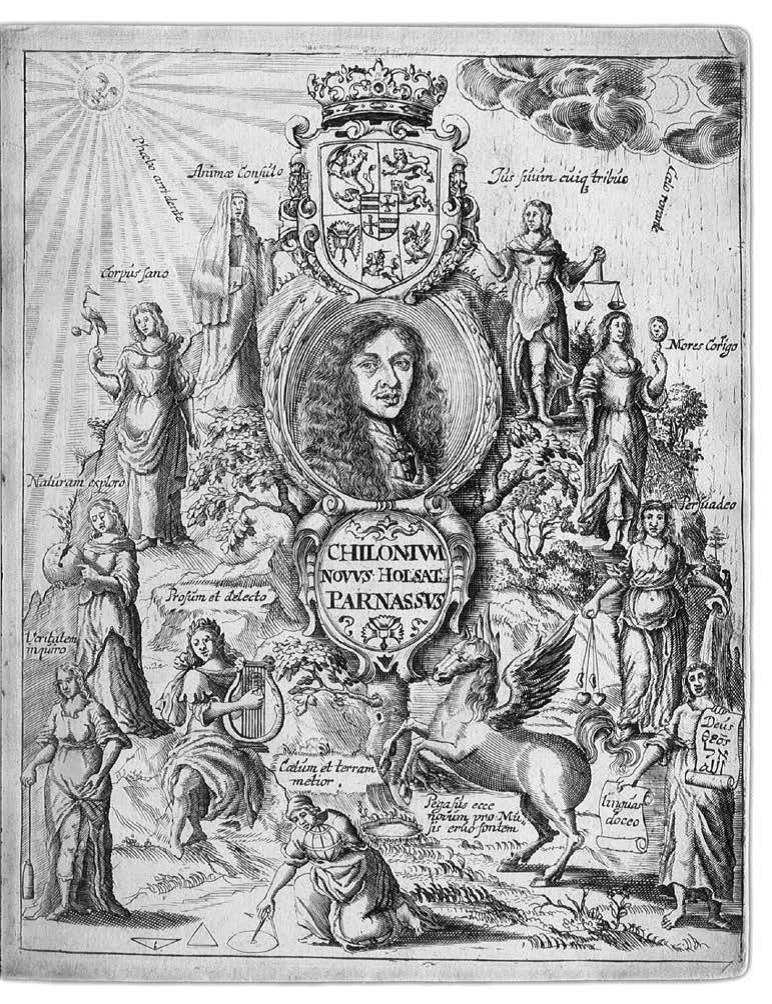
Chilonium. Novus Holsatiae Parnassus. (Frontispiz)

## Leben
Caeso Gramm war der Sohn des Tönninger Kaufmanns Christian Gramm und Catharina Hagg, der Urenkelin des Theologieprofessors Caeso Eminga (1512–1574). Sein Vorname stammt vermutlich vom römischen Vornamen Kaeso/Caeso, in der Antike „Kaiso“, in der Neuzeit „Zeso“ gesprochen. Angeblich erhielten ihn Kinder, die per Kaiserschnitt zur Welt kamen. Eine Schreibvariante des Namens ist „Caso“. Caeso Gramm erhielt seinen Vornamen von zwei seiner Vorfahren, Caeso Hagg und Caeso Eminga.
Seine Schulzeit verbrachte er in Husum und Lüneburg. Danach studierte er zwei Jahre an der Universität in Altdorf und unternahm eine Bildungsreise durch Deutschland, Böhmen, Ungarn und die Schweiz. Drei Jahre studierte er dort in Basel an der Philosophischen und Medizinischen Fakultät, promovierte zum Dr. phil. und Dr. med. Anschließend begab er sich nach Lyon, wo er am Krankenhaus arbeitete, um dann Frankreich und das Heilige Römische Reich zu bereisen. An der Universität Leiden erwarb er 1662 einen weiteren Doktorgrad. Über seine Bildungsreisen verfasste er einen Reisebericht (Liber commentarius de peregrinatione sua), der verschollen ist. Zurückgekehrt nach Schleswig-Holstein, war er in Kiel als Arzt tätig.
Durch den Kanzler des Landesfürsten Christian Albrecht, Johann Adolph Kielmann von Kielmannsegg, erfolgte 1665 sein Ruf an die Christian-Albrechts-Universität zu Kiel. Caeso Gramm gehörte damit zu den acht Gründungsprofessoren der philosophischen Fakultät. Seine Fachbereiche Griechisch und Naturkunde, genauer Physiologia, waren eng miteinander verbunden. Die Schriften des Aristoteles waren für beide vorrangig. Während seiner Amtszeit konzentrierte sich Gramm in Forschung und Lehre daher vor allem auf die antiken Lehren, war aber auch der neueren Forschung René Descartes’ und Daniel Sennerts gegenüber aufgeschlossen. In nicht-naturwissenschaftlichen Seminaren lud er Studenten zur Lektüre griechischer Literatur ein. Dieses Angebot stellte er bald wegen geringer Resonanz ein und trug bis zu seinem Tod ausschließlich Naturkunde vor. Als Mitglied der philosophischen Fakultät, die am geringsten finanziert wurde, erhielt Gramm zweimal jährlich je 250 Taler. Dazu erhielt er Funktionsleistungsbezüge, da er das Prorektorat der Universität bekleidete, womit er nach dem Landesfürsten Ranghöchster der Universität war. Caeso Gramm erkrankte 1672 an Skorbut und verstarb am 21. September 1673 dreiunddreißigjährig. Daniel Georg Morhof verfasste die lateinische Gedenkrede, das Programma.
Caeso Gramm war verheiratet mit Dorothea Christina Jessen († 1714), der Tochter des Kieler Stadtpastors. Er hatte mit ihr einen Sohn, Friedrich Gramm, und drei Töchter.

## Werk
Alle Schriften Gramms bis auf ein Epithalamium, den Chilonium. Novus Holsatiae Parnassus und den Reisebericht befassen sich mit Naturkunde, Philosophie oder Medizin. Es handelt sich hierbei um Disputationes, in denen Gramm als Praeses oder Respondent auftritt.
- Disputatio philosophica de monstris, eorumque causis, atque differentiis Basel 1660 (Respondent).
- Dissertatiuncula de cotyledonibus sive acetabulis uteri Basel 1660 (Respondent).
- Dissertatiuncula de aneurysmate venarum et varicum Basel 1661 (Respondent).
- Disputatio de rarioribus quibusdam problematibus Basel 1662 (Praeses und Proponent).
- Eptas quaestionum philosophicarum Basel 1662 (Praeses).
- Disputatio de syncope pro gradu Doctorali in Medicina obtinendo Leiden 1662.
- Examen problematis Hippocratici an de liquidis in fistulam spiritalem aliquid illabatur secundum naturam? Hamburg / Schleswig 1665.
- Caeso Grammius … ingenuos naturae mystas in Universitate Christian-Albertina
degentes ad physicam specialem publice audiendam … invitat Kiel 1665.
- Anatomia Nivis Kiel 1666 (Praeses).
- Aquas supracoelestes à multis hactenus doctoribus supra coelum sidereum locatas ex physeos tribunali legitimae sedi restituit C. G. Kiel 1666 (Praeses).
- Quaestiones Physicae metamorphosin, qua uxor Lothi in statuam salinam est
conversa, explicantes Kiel 1669 (Praeses).
- De definitione temporis Kiel 1670 (Praeses).
- Theses ex universa philosophia depromptae Kiel 1670 (Praeses).
- Disputatio de Esu sanguinis. Disquisitio physico-philologica Kiel 1670 (Praeses).
- Bona verba nuptiis Viri Praestantissimi Doctissimique Domini Pauli Erici …
et Virginis Lectissimae Catharinae Büllen dicta Kiel (um 1670).
- Disputatio physica de stella regis Judaeorum Kiel 1670 (Praeses).
- C. G. Prorector Academiae Kiloniensis suo atque senatus nomine Spiritus
- Sancti religiosum cultum sacra hac ventorum atque ignium speculatione civibus
academicis sedulo inculcat Kiel 1673.
- Liber commentarius de peregrinatione sua (nicht erhalten).
- Chilonium. Novus Holsatiae Parnassus.

Als Werbeschrift für die 1665 neugegründete Christian-Albrechts-Universität zu Kiel verfasste Gramm den Chilonium. Novus Holsatiae Parnassus (Kiel. Holsteins neuer Parnass). Darin beschreibt er die Region um Kiel, die Stadt selbst und das Universitätsgelände sowie die Studiumsbedingungen und betont dabei die Vorzüge, die das Studium in Kiel haben sollte. Die Schrift ist in neuzeitlichem Latein verfasst.